# 宋亚养
宋亚养（1969年—），广东湛江人，汉族，中华人民共和国政治人物、第十一届全国人民代表大会广东地区代表。
毕业于广东省广播电视大学法律专业。担任湛江鸿智电器有限公司总经理。2008年起担任全国人大代表。